# Xã Kendrick, Quận Greene, Iowa
Xã Kendrick (tiếng Anh: Kendrick Township) là một xã thuộc quận Greene, tiểu bang Iowa, Hoa Kỳ. Năm 2010, dân số của xã này là 192 người.